# 키라 키릴로브나 여대공
키라 키릴로브나(Kira Kirillovna of Russia, 1909년 5월 9일 ~ 1967년 9월 8일)는 러시아의 키릴 블라디미로비치 대공과 빅토리아 멜리타 폰 작센코부르크고타 공녀의 차녀이다. 그녀는 마지막 독일 황제 빌헬름 2세의 손자인 프로이센의 루이 페르디난트 왕자와 결혼했다.

## 참고 문헌
- Peter Kurth, Anastasia: The Riddle of Anna Anderson, Back Bay Books, 1983, ISBN 0-316-50717-2
- Michael John Sullivan, A Fatal Passion: The Story of the Uncrowned Last Empress of Russia, Random House, 1997, ISBN 0-679-42400-8
- John Van der Kiste, Princess Victoria Melita, Sutton Publishing, 1991, ISBN 0-7509-3469-7